# 新建築社
株式会社新建築社（しんけんちくしゃ）は、建築専門の出版社。

## 概要
月刊誌『新建築』を初めとする建築関連の雑誌及び専門書を発行する。1925年（大正14年）7月に吉岡保五郎が大阪で創業、同年8月に『新建築』を創刊。1931年（昭和6年）に東京に移転した。

## 発行雑誌
- 『新建築』 - 月刊誌[3]。日本の建築の近作の紹介が中心。
- 『新建築住宅特集』 - 月刊誌。『新建築』誌で年2回組まれていた「住宅特集」が、1985年5月に季刊誌として独立したもの。1986年5月に月刊化[4]。掲載作品は個人住宅が中心。

ほかに、関連会社の株式会社エー・アンド・ユーが、世界の建築作品を紹介する月刊誌『a+u』を発行する。

### かつての発行雑誌
- 『ja』 - 1956年6月に『新建築』の英語版『SHINKENCHIKU』として創刊。1991年1月に和英併記の季刊誌となる[5]。号毎にテーマを設けて、日本の建築作品を紹介した。誌名は「THE JAPAN ARCHITECT」に由来する。2021年1月からオンライン媒体及び『a+u』の増刊「ja建築家シリーズ」に移行[6]。

## 建築設計競技
- 新建築住宅設計競技を吉岡文庫育英会[注釈 1]と共催[8]。
- 長谷工コーポレーションが主催する長谷工住まいのデザインコンペティションを後援[9]。
- 日本電気硝子が主催する空間デザインコンペティションに協賛[10]。

## 関連会社
- 株式会社エー・アンド・ユー[1]
- 株式会社新建築データ[11]